# Rovertech
ТОВ «РОВЕР ТЕК» (також англ. RoverTech LLC) — українська приватна оборонно-технологічна компанія, що займається розробкою та виробництвом безпілотних наземних систем, зокрема роботизованих платформ для розмінування, логістики та бойових задач. Заснована 18 грудня 2023 року. Член міжнародної фандрейзингової ініціативи ZBROYARI, Оборонного Альянсу України, кластеру оборонних технологій IRON та кластеру підтримки Defense Tech розробок в Україні Brave1.

## Історія
Компанія RoverTech була створена у період повномасштабного вторгнення Росії в Україну як відповідь на критичну потребу Збройних Сил України у недорогих і мобільних наземних роботизованих системах. За перший рік діяльності компанія розробила й запустила у виробництво декілька моделей автономних платформ, зокрема для механічного розмінування та евакуаційної логістики. RoverTech розвивалась без зовнішніх інвестицій.
У 2024 році отримала статус державної програми Brave1. 3 жовтня 2024 року компанія вперше виставила сертифіковану версію для гуманітарного розмінування на Виставці-форумі Security 2.0 — головному заході України у сфері безпеки. У серпні 2024 року продукт компанії Rovertech, а саме розміновувач «Змій» став частиною ініціативи UNITED24, яка спрямована на підтримку гуманітарного розмінування територій України. Під керівництвом амбасадорів проєкту, таких як Тімоті Снайдер та Марк Гемілл, було зібрано кошти на виготовлення 30 роботів-розміновувачів для українських саперів. Кампанія під назвою «Безпечна Земля» спрямована на забезпечення безпечного повернення українських громадян на звільнені території.
У жовтні 2024 року компанія RoverTech взяла активну участь у двох денній щорічній конференції з питань протимінної діяльності в Україні-2024 (UMAC-2024). Там взяли участь представники понад 60 країн та міжнародних організацій. Люксембург, Нідерланди, Норвегія, Канада та Латвія виділили сумарно майже 70 мільйонів доларів на гуманітарне розмінування України. Перша віцепрем'єр-міністр України — міністерка економіки Юлія Свириденко зауважила, що Україна працює над розробкою власних машин для розмінування, зокрема сертифіковано машину «Змій» від компанії Rovertech.
24 лютого 2025 року компанія RoverTech взяла участь у презентації досягнень українського оборонного виробництва в Києві, де Міністерство з питань стратегічних галузей промисловості України офіційно представила новий бренд «Zbroya». Захід, на якому був присутній президент Володимир Зеленський, лідери іноземних держав та єврокомісари, став майданчиком для демонстрації наземного логістичного комплексу «Змій», розробленого RoverTech.
У березні 2025 року компанія RoverTech спільного із Фондом Сергія Притули передали саперам ДССТ два дрони-розміновувачі «Змій» для гуманітарного розмінування територій, забруднених через бойові дії. 7 квітня 2025 року представники України на Євробаченні-2025 гурт Ziferblat доєдналися до масштабного благодійного збору фонду Сергія Притули, де ціллю збору були 4 мільйони гривень, які передали на закупівлю роботизованих машин «Змій».
У 2025 році компанія потрапила в Forbes NEXT 250. У серпні 2025 року компанія RoverTech спільно з українською технологічною компанією DevDroid створили новий розвідувально-ударний НРК Zmiy Droid із підтримкою ШІ. Його основне призначення — дистанційна розвідка, вогнева підтримка та знищення ворожих цілей. Новий НРК вже готовий до бойового застосування та знаходиться в процесі кодифікації.

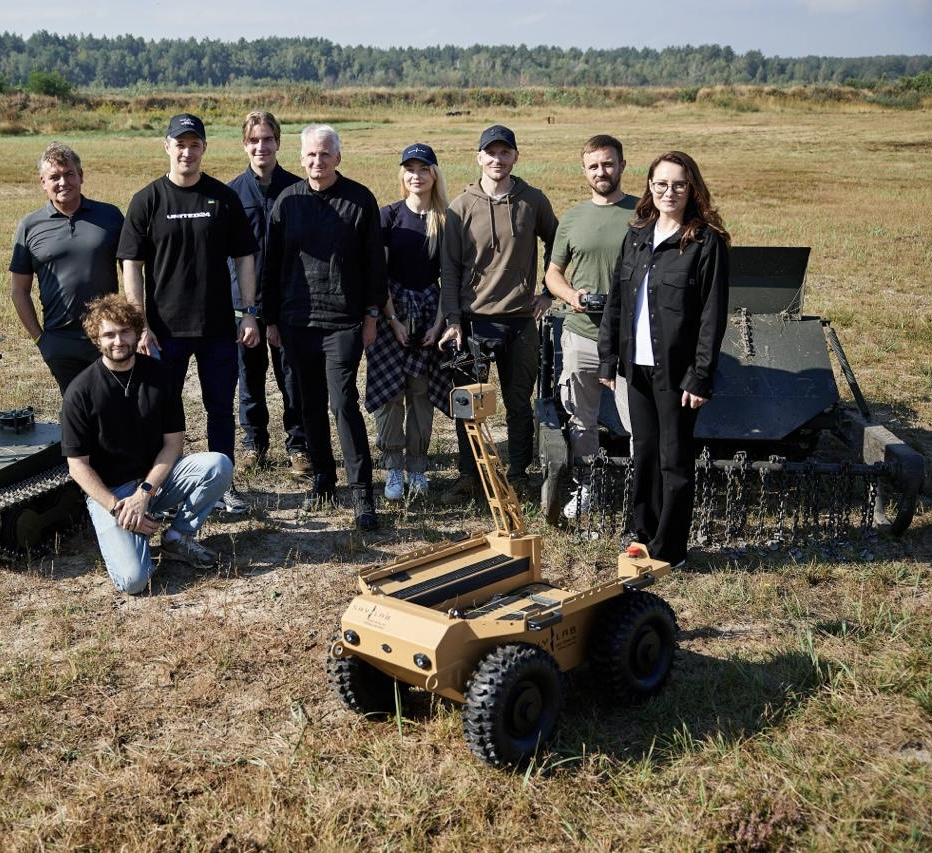
Борис Дрожак, Михайло Федорів, Тімоті Снайдер, Богдан Змий та Юлія Свириденко під час показу КНРО 'Змій'

## Продукти компанії станом на 2025 рік
- КНРО «Змій» — роботизована платформа для механічного розмінування.[36][37][38][39] Базове керування до 3 км.[40][41][42] Стала першою сертифікованою інженерною машиною розмінування у категорії до 1 тонни, яка відповідає стандартам Міністерства оборони України та НАТО (код у каталозі НАТО: 1385-61-017-9747).
- Змій Логістичний (ZMiy-500) — броньована платформа для евакуації поранених, доставки боєприпасів і техніки.[43][44] Витримує більше 500 кг навантаження. Уже поставлена на озброєння Міністерством оборони Україниза стандартом НАТО та успішно виконує задачі на лінії фронту (код у каталозі НАТО: 2360-61-018-2540)[45][46]. Проєкт розробляється спільно з 3 ОШБ, щоб максимально задовольнити специфічні потреби бригади (високій прохідності по налипаючому болоті та замінованим територіям) та адаптувати техніку до реальних умов на полі бою.[47]
- Робот пожежник — перший пожежний роботизований комплекс українського виробництва для ДСНС.[48][49] Гасить пожежі, транспортує екіпірування та працює як тягач. Також він суттєво підвищує безпеку для особового складу та ефективність під час ліквідації надзвичайних ситуацій. Його можна застосовувати для гасіння пожеж на особливо небезпечних замінованих ділянках та на складах вибухонебезпечних предметів.

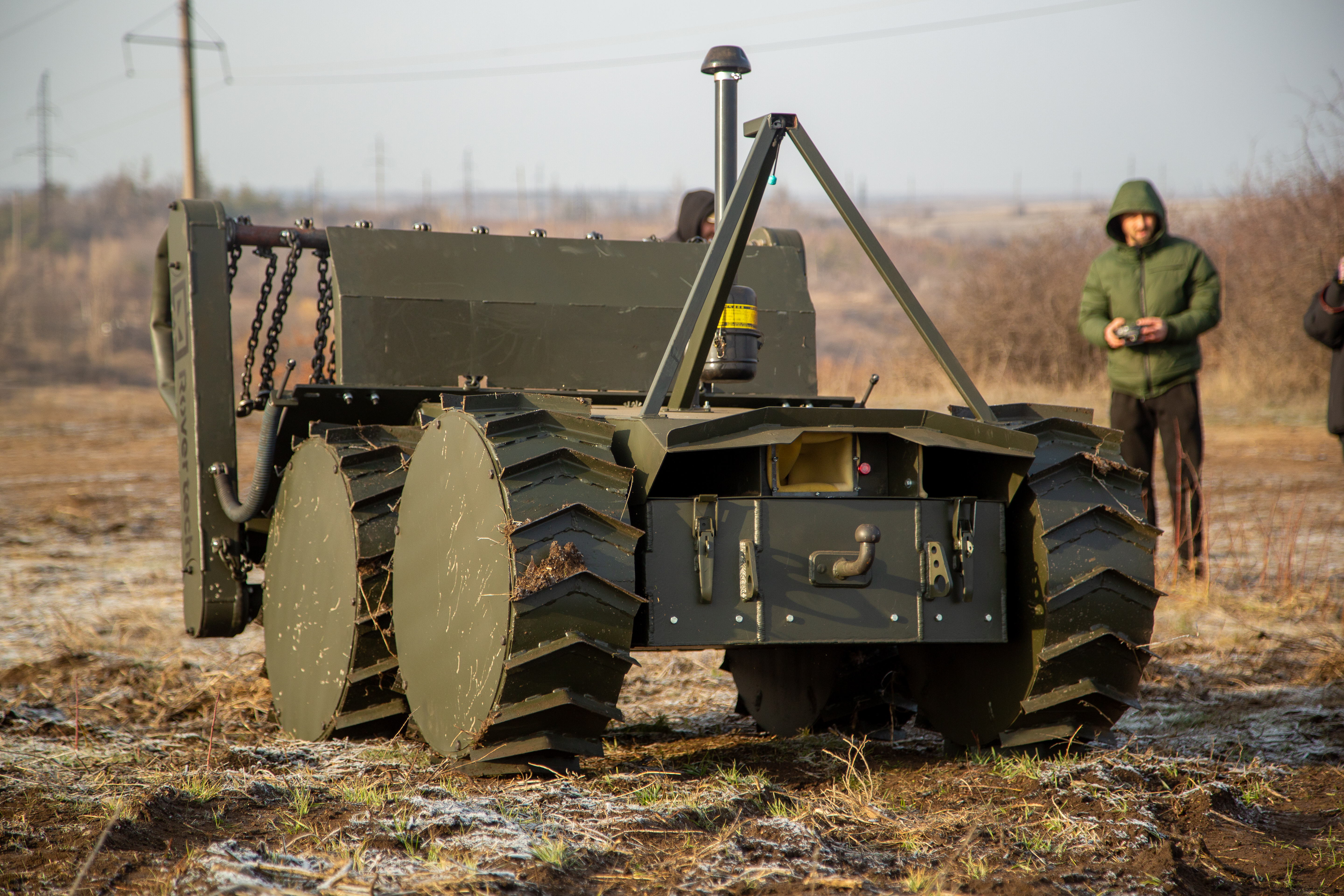
Саперна косарка — роботизована платформа для підготовки ґрунту до розмінування. Працює в полях замінованих протипіхотними мінами та підготовлює 7 гектарів на день для розмінування, у порівнянні з іншими 1-2 гектари на день.  - КНРО «Змій» (Demining complex «ZMIY»)[50][51] та CEO Rovertech Богдан Змий
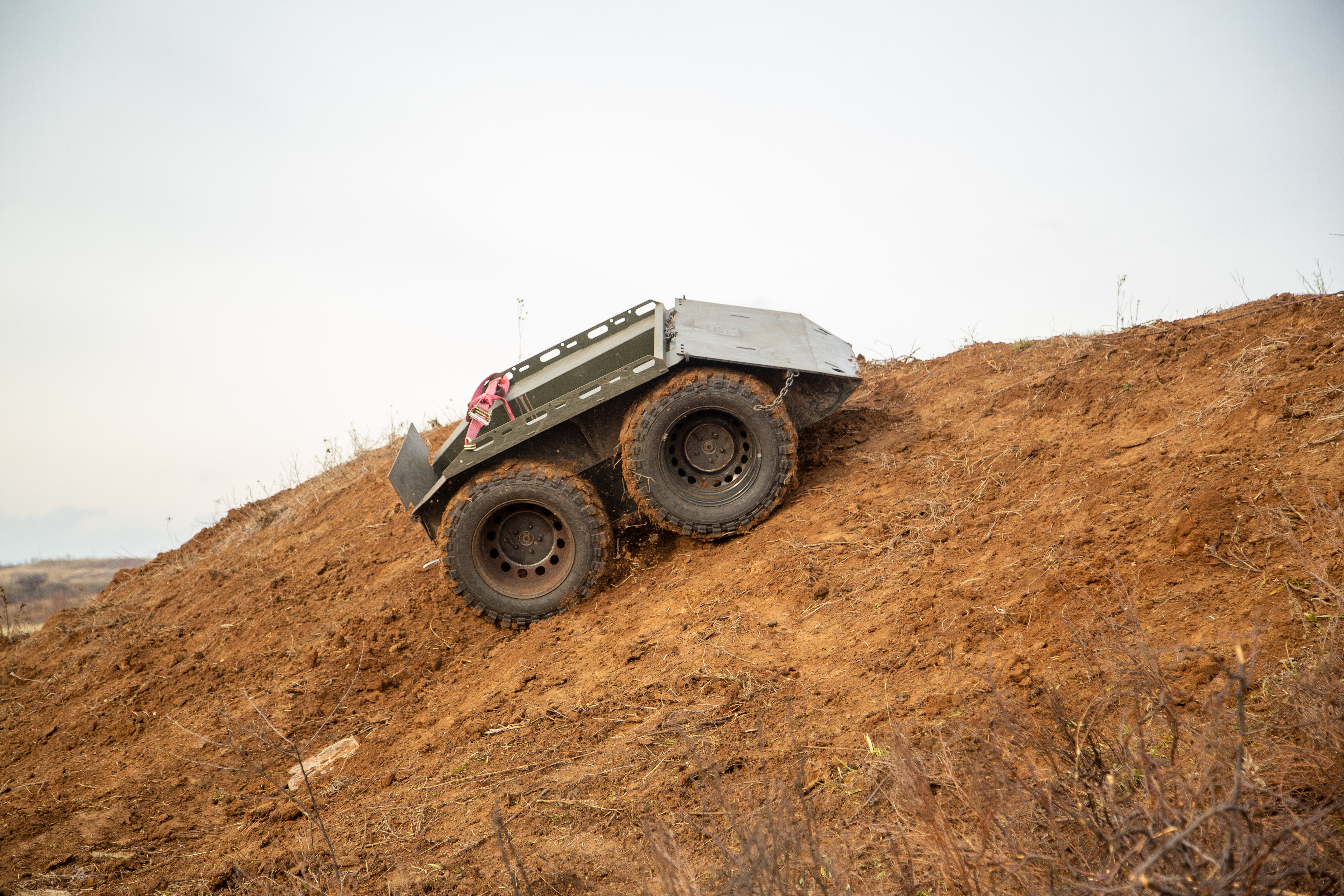
БпНК Змій Логістичний (Logistics platform UGV) «Zmiy Logistic»
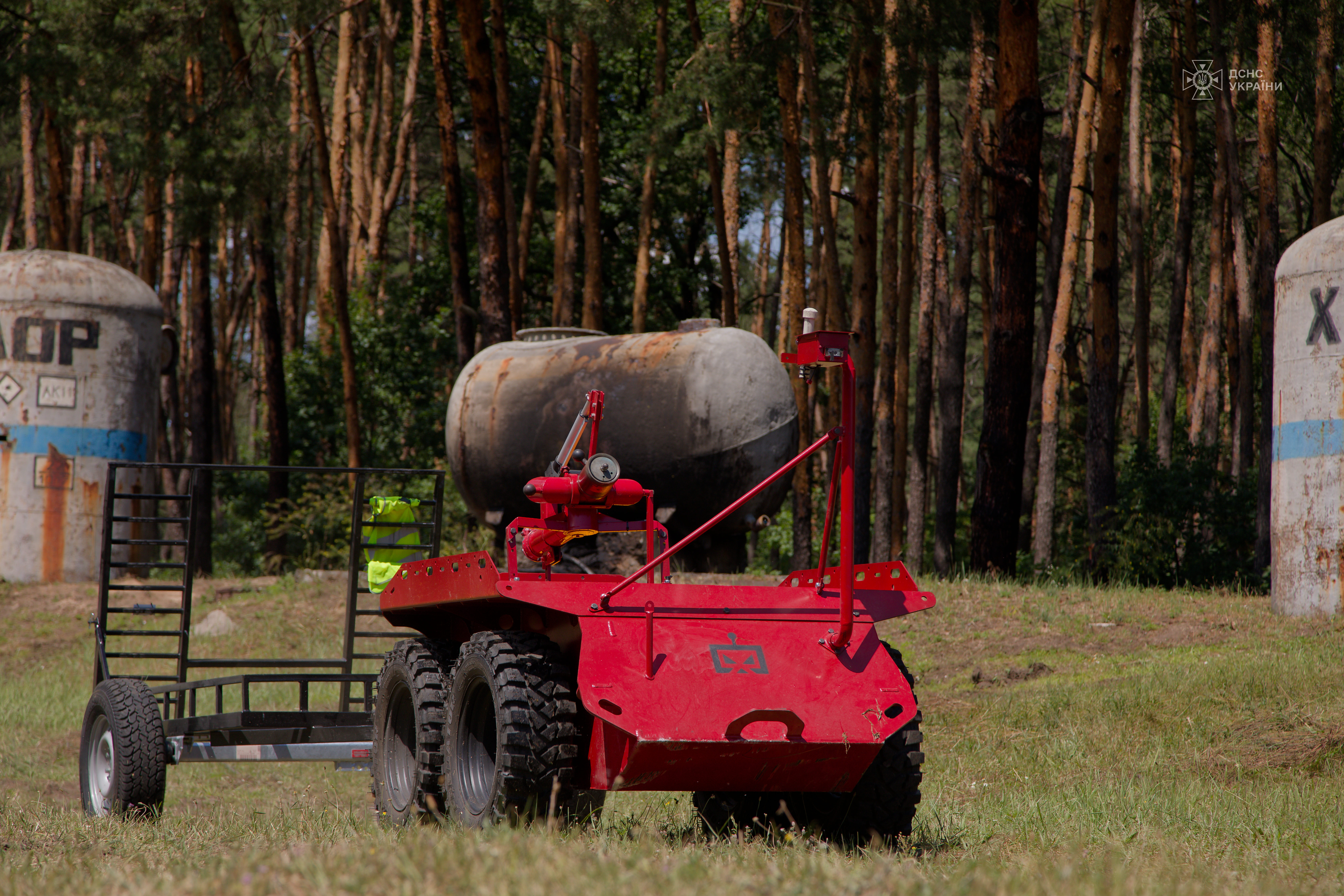
Змій «Перший Український пожежний робот»
  - БпНК Змій Логістичний (Logistics platform UGV) «Zmiy Logistic»[52][53]
  - Змій «Перший Український пожежний робот»[54]

## Партнери та клієнти

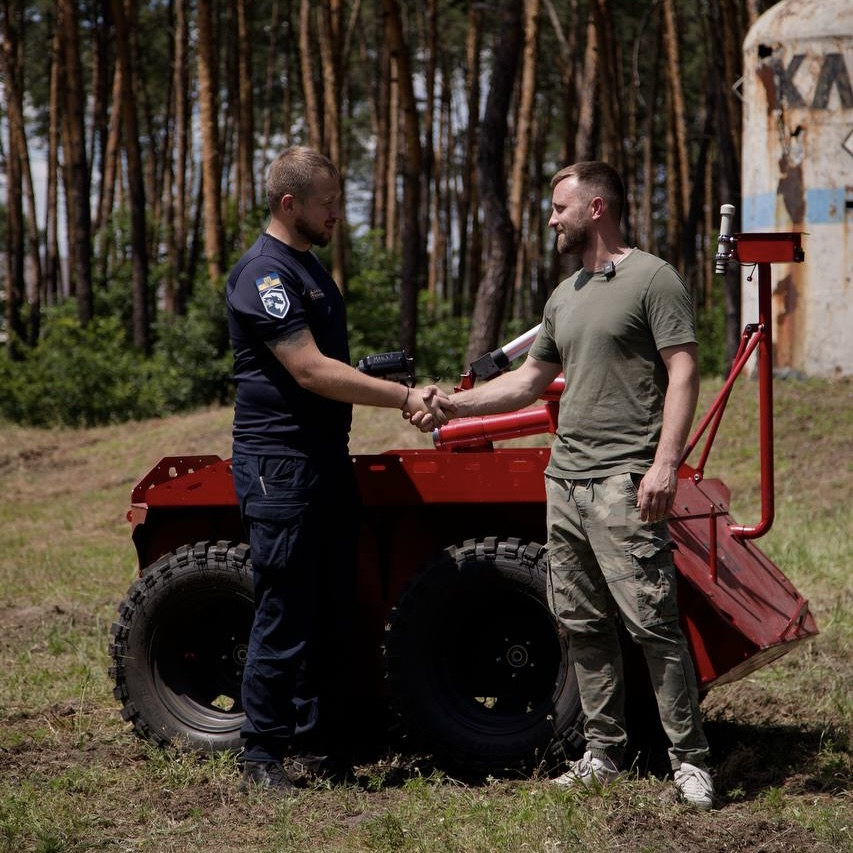
CEO Rovertech Богдан Змий передає підрозділу ДСНС України перший Український пожежний робот Змій

Серед замовників компанії RoverTech — Міністерство оборони України, ДСНС, Національна гвардія України, Державна служба спеціального зв'язку, міжнародні організації (ООН, HALO Trust), а також благодійні фонди: United24, фонд Сергія Притули, «Повернись живим» тощо. З 2025 року компанія RoverTech співпрацює з технологічною компанією DevDroid. На компанію зареєстровано декілька інженерних патентів.

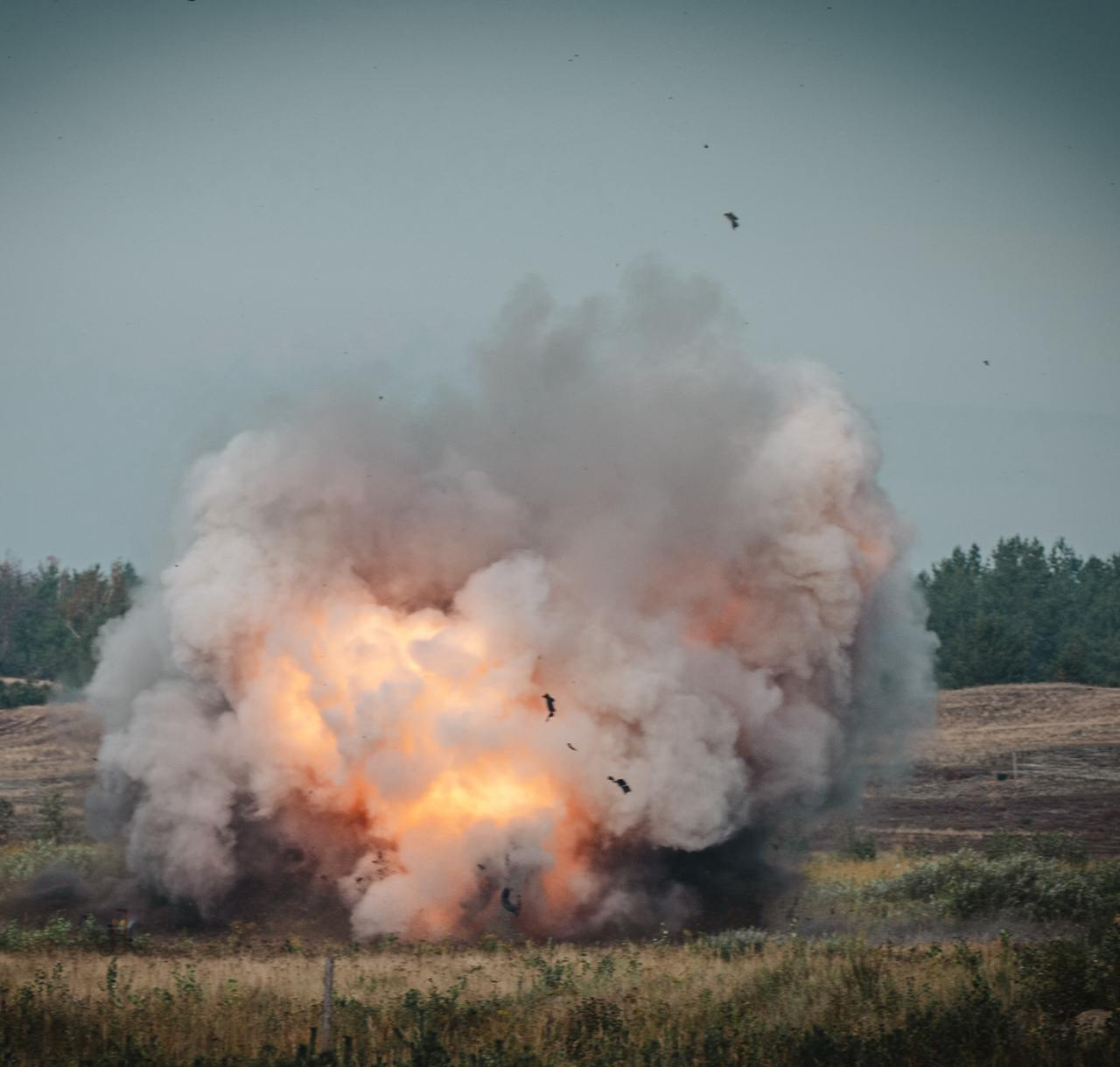
КНРО «Змій» під час знешкодження протитанкової міни

## Визнання
- Продукція RoverTech включена до каталогу НАТО з кодами NCAGE та NSN.[56]
- Компанія має реєстрацію в українському реєстрі виробників продукції оборонного призначення.
- Техніка компанії активно використовується у бойових умовах на Сході та Півдні України.[57][58][59][60][61]
- 27 червня 2015 року Кореньовський Василь Петрович відзначений — нагороджений за особисту мужність і героїзм, виявлені у захисті державного суверенітету та територіальної цілісності України, вірність військовій присязі під час російсько-української війни орденом «За мужність» III ступеня згідно указу президента України Петра Порошенка №366/2015[62]
- 15 травня 2025 року Кореньовський Василь Петрович з нагоди Дня науки України нагороджений орденом "За заслуги" III ступеня за вагомий особистий внесок у розвиток вітчизняної науки, зміцнення науково-технічного потенціалу України в умовах воєнного стану, багаторічну сумлінну працю та високий професіоналізм згідно указу президента України Володимира Зеленського №307/2025.[63]

## Команда
Засновники компанії:
1. Змий Богдан Зіновійович — CEO, інженер-механік, підприємець, фахівець із побудови та запуску виробничих процесів, автор патентів.
2. Кореньовський Василь Петрович — CTO, ветеран ЗСУ, підприємець, фахівець з технічного обслуговування і виробничих процесів, автор патентів.
3. Дрожак Борис Сергійович — COO, інженер з міжнародним досвідом в ІТ, підприємець, український технологічний інфлюєнсер.[64] Автор патентів включно з патентом в сфері штучного інтелекту.[65][66][67]